# Nils Birger Persson
Nils Birger Persson, född 21 januari 1911 i Halmstad, död 22 februari 1986 i Malmö, var en svensk revyförfattare, sångtextförfattare och manusförfattare. Han var även verksam under pseudonymen Nils Bie.
Persson är gravsatt i minneslunden på Östra kyrkogården i Malmö.

## Filmmanus
- 1955 – Kärlek på turné